# Union Grove, Wisconsin
Union Grove là một làng thuộc quận Racine, tiểu bang Wisconsin, Hoa Kỳ. Năm 2006, dân số của làng này là 4322 người.